# دين أباد
دين أباد هي قرية في مقاطعة أذر شهر، إيران. عدد سكان هذه القرية هو 582 في سنة 2006.